# Duck Soup
Duck Soup (en España como Sopa de ganso; en Hispanoamérica como Héroes de ocasión) es una película estadounidense cómica de 1933 dirigida por Leo McCarey, protagonizada por los Hermanos Marx, producida por Paramount Pictures, y escrita por Bert Kalmar y Harry Ruby. Es uno de los largometrajes más conocidos de los Hermanos Marx, junto a Una noche en la ópera (1935).
Duck Soup es una frase en argot que significa «pan comido» o «algo fácil de hacer». La expresión continuaba con la tradición de poner títulos relacionados con animales, como sucedió en las tres películas anteriores de los Hermanos Marx: Animal Crackers (El conflicto de los Marx), Monkey Business (Pistoleros de agua dulce) y Horse Feathers (Plumas de caballo).

## Argumento
Groucho es Rufus T. Firefly, un extraño personaje que llega a ser presidente de Libertonia, una vez que el antiguo presidente es destituido del cargo por problemas en la administración y desavenencias con los aristócratas del lugar, en particular, la rica viuda Gloria Teasedale (Margaret Dumont).
Hay amenazas de guerra con el país vecino, Sylvania, y aunque se trata de hacer la paz, Rufus, en situaciones hilarantes, la rechaza.
Los encargados de espiarlo, como sucede en muchas de sus películas, son Chico y Harpo; Chicolini y Pinky (el italiano y el mudo). Ellos hacen todo lo que pueden, pagados por el país rival, para secuestrarlo o robarle las estrategias de guerra. 
Pero al final, tras el delirante juicio por traición a Chicolini, son persuadidos de unirse al ejército de Libertonia. Ganan la guerra en situaciones demasiado absurdas como para reseñar aquí.

## Comentario
Son destacables en esta película la actuación de los cuatro hermanos (también aparece Zeppo), así como los diálogos y los "efectos especiales". Para adentrarse en las teorías marxianas es necesaria esta película como base. Hay dobles sentidos con alusiones sexuales, cuestiones censuradas por muchos años en esta película (pues hay que recordar que fue de los años treinta). Es más, hasta los musicales tienen gracia, y eso es de notar. Esto fue logrado, tal vez, por la libertad creativa que los Marx gozaban aún. Cuando se unieron a la MGM disminuyó su intervención drásticamente, pasando a ser meros actores. En resumen: una oportunidad para apreciar la belleza en la expresión y el humor marxiano puro.

## Reparto

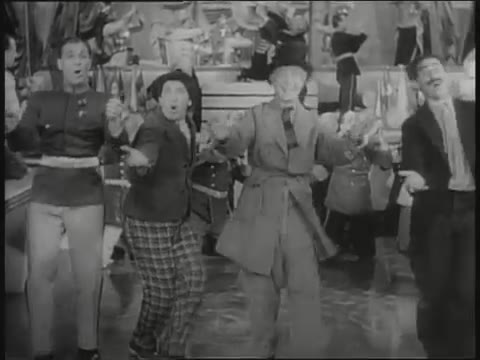
Zeppo, Chico, Harpo y Groucho en un fotograma del reclamo.

- Groucho Marx
- Harpo Marx
- Chico Marx
- Zeppo Marx
- Raquel Torres
- Edmund Breese
- Leonid Kinskey
- Louis Calhern
- Margaret Dumont

## Recepción
En su día la película no obtuvo el favor de la crítica ni de la taquilla, lo que causó la salida de los Marx de Paramount Pictures. Esto pudo ser debido a que la presentación musical de Groucho es muy similar en esta película y en El conflicto de los Marx y Plumas de Caballo, por lo que la audiencia pudo creer que la película era un refrito.
Años más tarde, Arthur Marx, el hijo de Groucho, describió la evaluación del productor Irving Thalberg del fracaso de la película durante una entrevista en la radio, en la que contaba: "[Thalberg] dijo que el problema con Sopa de ganso es que hay un montón de chistes en ella, pero no hay ninguna historia y no hay nadie a quien apoyar. No puedes apoyar a los Hermanos Marx porque ellos son un manojo de tipos estrafalarios. Tienes que poner una historia de amor en tu película para que haya alguien a quien poder apoyar y tienes que ayudar a los amantes a reunirse".
La Ciudad de Nueva York se quejó de las posibles implicaciones negativas que la película podría ocasionar, mediante el retrato que se hace de ella a través de la ficticia "ciudad de Libertonia". Los Hermanos Marx, con su agudo estilo habitual, replicaron: "Cambien el nombre de su ciudad: Hace daño a nuestra película".
Con el tiempo, la reputación de la película ha sido rehabilitada. La historia de amor supuestamente necesaria, incluida más tarde en varias películas de los Hermanos Marx, a menudo es vista como una intrusión, y las primeras películas son vistas como comedia "pura". Sopa de ganso es vista ahora como una farsa política clásica. El American Film Institute la incluyó en el número 85 de las mejores películas estadounidenses del siglo XX, así como la quinta mejor comedia, por lo que ha sido seleccionada para su conservación. Además siempre está entre las 250 primeras películas de la Internet Movie Database.

## Escenas famosas
- En la “escena del espejo”, Pinky (Harpo), vestido como Rufus (Groucho), intenta convencerlo de que es su propia imagen reflejada en un espejo inexistente, mientras el mosqueado Rufus hace miles de tonterías para desenmascararlo. Existe un precedente de esta misma escena en la película Siete años de mala suerte (1921), del cómico francés Max Linder. Esta escena ha sido posteriormente versionada en muchas otras películas y series. El propio Harpo volvió a hacer una versión de la misma en un episodio de la serie estadounidense I Love Lucy.

- En otra escena se muestra un dormitorio de mujer donde vemos tirados un par de zapatos de hombre, otro par de mujer y finalmente cuatro herraduras. Tras esto, vemos a Harpo y a la mujer durmiendo en la cama con un caballo.

- En una escena de la película, mientras Rufus T. Firefly (Groucho) espera al embajador de Sylvania para hacer las paces, empieza a imaginar que a lo mejor cuando le extienda la mano, éste la rechazará dejándole en ridículo. Cuando llega realmente el embajador de Sylvania, Groucho, enfurecido por el posible desplante, lo recibe con una bofetada y le declara la guerra.

- Cabe destacar las tres escenas en las que Rufus (Groucho) intenta marcharse del parlamento en moto con Pinky (Harpo). En las dos primeras Rufus monta en el sidecar, marchándose Pinky solo con la moto dejando el sidecar detrás. En la tercera, el presidente le dice que no piensa picar esta vez y que será él quien lleve la moto, disponiéndose a continuación a arrancarla; la escena termina con Pinky marchándose en el sidecar y con Rufus de pie sobre la moto sin conseguir arrancarla.

## Producción
En la escena donde se observa la ciudad de Sylvania, la ciudad real es Loja en la provincia de Granada (España).
Al contrario de otras películas protagonizadas por los Hermanos Marx, en esta película Chico Marx no toca el piano, ni Harpo el arpa, aunque este último hace un amago de tocar el arpa en las cuerdas de un piano.

## Legado
Benito Mussolini prohibió la película en Italia, ya que la consideró como un insulto personal. Los Hermanos Marx se mostraron muy satisfechos por ello. La cosa es más curiosa si se tiene en cuenta que la película de Charles Chaplin El gran dictador no fue prohibida totalmente, sino que se censuraron las escenas en que aparecían Napoloni (que era una caricatura de Mussolini) y su esposa Rachele.
La imagen de Sylvania que aparece al principio de la película corresponde a la ciudad granadina de Loja. Como homenaje a esto, dicha ciudad le ha dado el nombre de Mirador de Sylvania al punto desde donde se tomó la fotografía.

## Adaptaciones

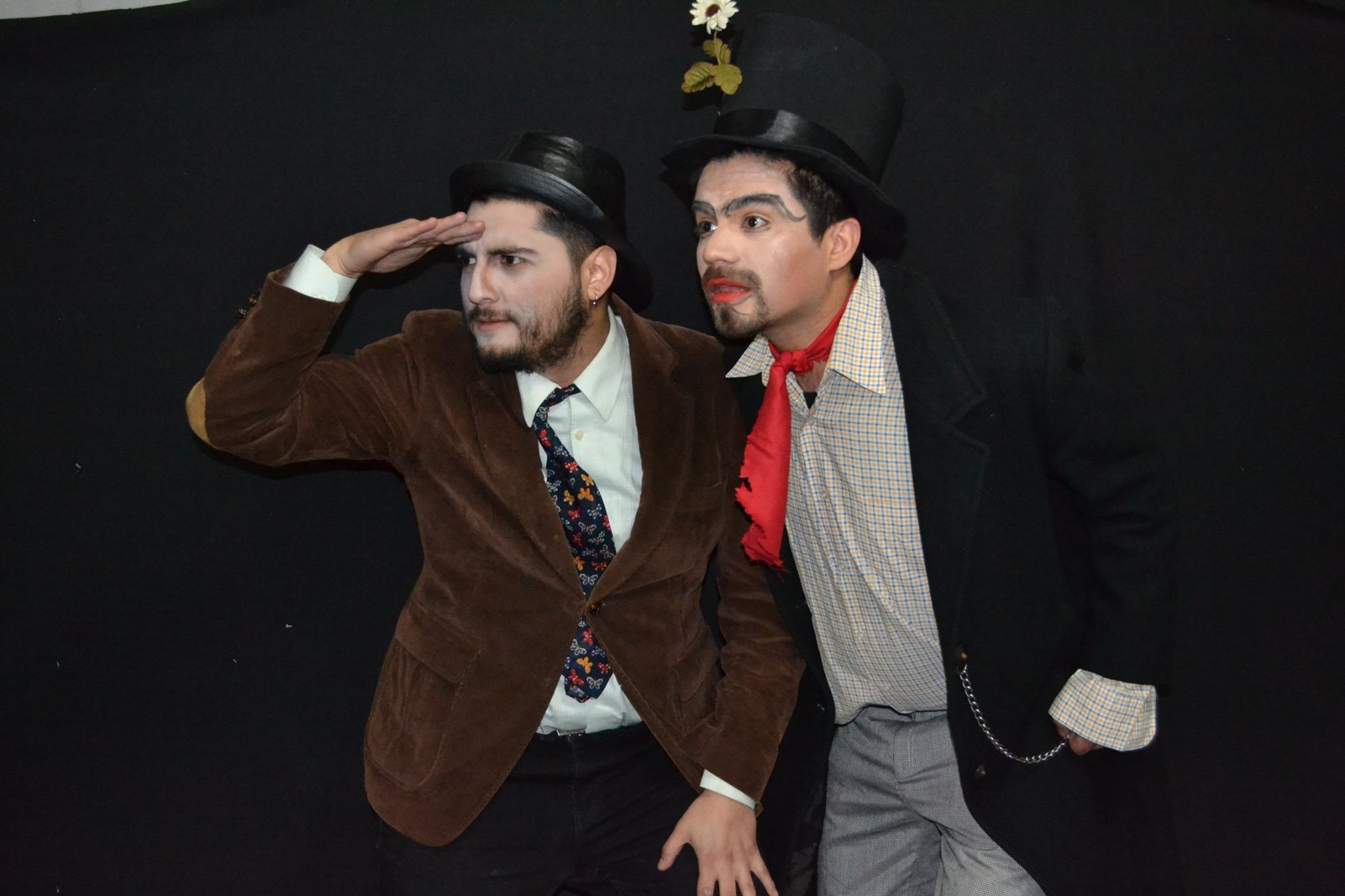
Chicolini y Pinky. Chile 2015.

En julio del 2015 en Chile, se estrenó la adaptación teatral de la película, esta adaptación fue más breve que la película original, pero transmitía la historia y el concepto. 
Fue dirigida y protagonizada por Camila Herrera como Ruffus (Groucho Marx), junto a la sorpresa actoral, Leandro Cabrera en el personaje de Pinky (Harpo Marx), todo esto bajo el marco de un festival de teatro de adaptaciones de destacados filmes de la historia, entre los cuales compitió con La Strada o Corpse Bride, de Tim Burton, entre otros.